# Guillermo Velarde
Guillermo Velarde Pinacho  (nacido en 1928 y fallecido el 12 de enero de 2018) fue un militar y científico español. Presidente del Instituto de Fusión Nuclear de la Universidad Politécnica de Madrid, General de División del Cuerpo de Ingenieros Aeronáuticos del Ejército del Aire de España, Profesor Emérito del Departamento de Ingeniería Nuclear de la Escuela Técnica Superior de Ingenieros Industriales (UPM). 

## Biografía
Estudió energía nuclear en la Universidad Estatal de Pensilvania y en el Laboratorio Nacional Argonne en Chicago, trabajando en Atomics International de California en la física del núcleo de un reactor. En 1956 ingresó en la Sección de Física Teórica de la Junta de Energía Nuclear, donde permaneció hasta 1981 como director de Tecnología. En 1963 el capitán general Agustín Muñoz Grandes, jefe del Alto Estado Mayor, y el contralmirante José María Otero, presidente de la Junta de Energía Nuclear, le encargaron la dirección técnica del "Proyecto Islero" para el desarrollo de bombas atómicas españolas. 
En 1966, como experto en el tema, fue enviado a Palomares comisionado por la Junta de Energía Nuclear y también por el Alto Estado Mayor para analizar restos de las armas termonucleares estadounidenses esparcidos por la zona tras el accidente. Como consecuencia de este análisis y tras complejos cálculos, redescubrió el proceso Teller-Ulam para la fabricación de las verdaderas bombas termonucleares. 
En 1973 obtuvo la Cátedra de Física Nuclear de la Escuela Técnica Superior de Ingenieros Industriales de Madrid.
En 1980, por encargo de los Generales Manuel Gutiérrez Mellado (Vicepresidente del Gobierno) e Ignacio Alfaro Arregui (Presidente de la Junta de Jefes de Estado Mayor), crea el Instituto de Fusión Nuclear de la Universidad Politécnica de Madrid, institución que dirige hasta 2004. 
Miembro Comité de Coordinación de la Unión Europea para la energía de fusión inercial, Presidente de 1998 a 2007.
El 28 de enero de 1985 actuó como padrino en la investidura como doctor honoris causa por la Universidad Politécnica de Madrid del físico soviético y premio Nobel de Física Nikolái Básov.
Ha publicado 438 trabajos de investigación y sido miembro del Comité Científico en 55 Conferencias Internacionales y presidente y organizador de 8 de ellas. Ha impartido más de 300 conferencias en 18 países. En 1997 se le concedió el premio Edward Teller International Award a la investigación sobre fusión por confinamiento inercial y en 1998 el Archie A. Harms Prize por el desarrollo de sistemas emergentes de energía nuclear. En 2011 las Fuerzas Armadas le concedieron el premio Marqués de Santa Cruz de Marcenado por una vida dedicada a la investigación científica y su aplicación militar. Desde 2006 era miembro de la Academia Europea de Ciencias y Artes.

## Obras
- Procesos de la luminiscencia inducida por partículas ionizantes en gases, Junta de Energía Nuclear, 1976. ISBN 84-500-1303-8
- Mecánica cuántica, McGraw-Hill Interamericana de España, 2002. ISBN 84-481-3748-5.
- La energía nuclear después del accidente de Fukushima, coordinador. Opinión pública sobre la energía nuclear. Accidentes nucleares anteriores al de Fukushima  Ministerio de Defensa, EALEDE (Escuela de Altos Estudios de la Defensa), 2013. ISBN 978-84-9781-803-2.[4]
- Concepto y características técnico-militares de las armas nucleares Artículo en : La licitud del uso de las armas nucleares en los conflictos armados : IV Jornadas de Derecho Internacional Humanitario / coordinado por Pablo A. Fernández-Sánchez, 1997, ISBN 84-605-6826-1, págs. 11-24.
- Proyecto Islero: Cuando España pudo desarrollar armas nucleares, Editorial Guadalmazán, 2016. ISBN 978-84-94384-68-4.

## Premios
Premio “Marqués de Santa Cruz del Marcenado”, año 2011, galardón destinado a aquellos militares destacados en el campo científico, el arte militar, la aplicación militar de las civiles y se haya distinguido en la difusión de la cultura militar.